# Rio Ibaizábal

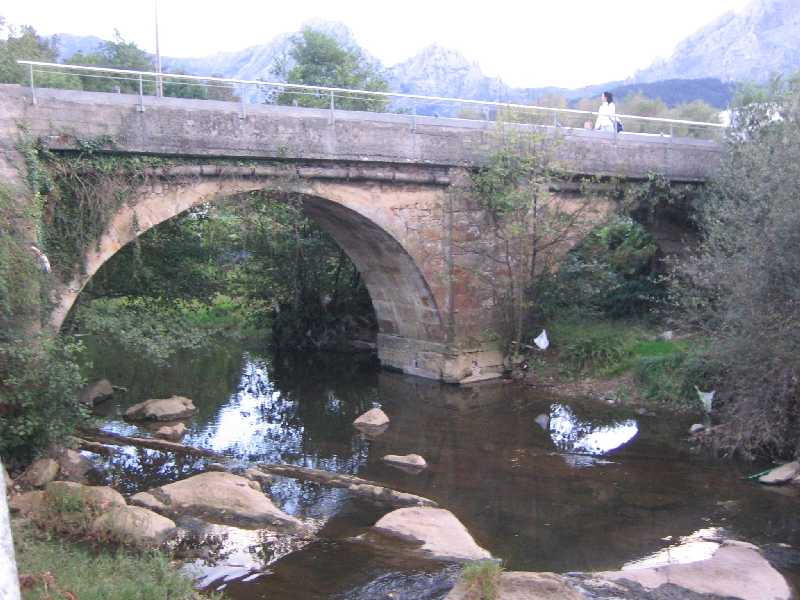
A ponte de Astola, sobre o Ibaizábal, no município de Abadiano

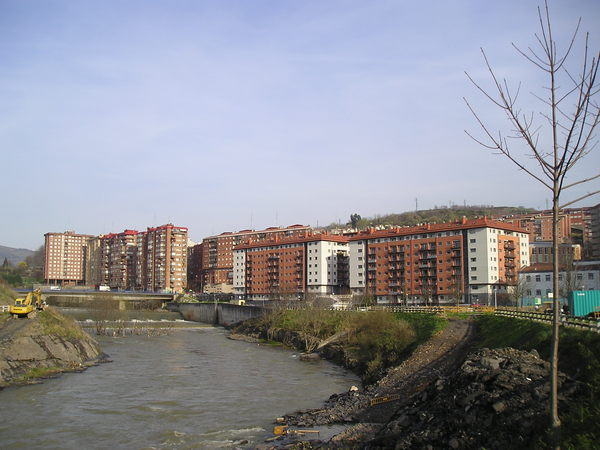
O Ibaizábal à passagem por Santa Isabel, em Arrigorriaga

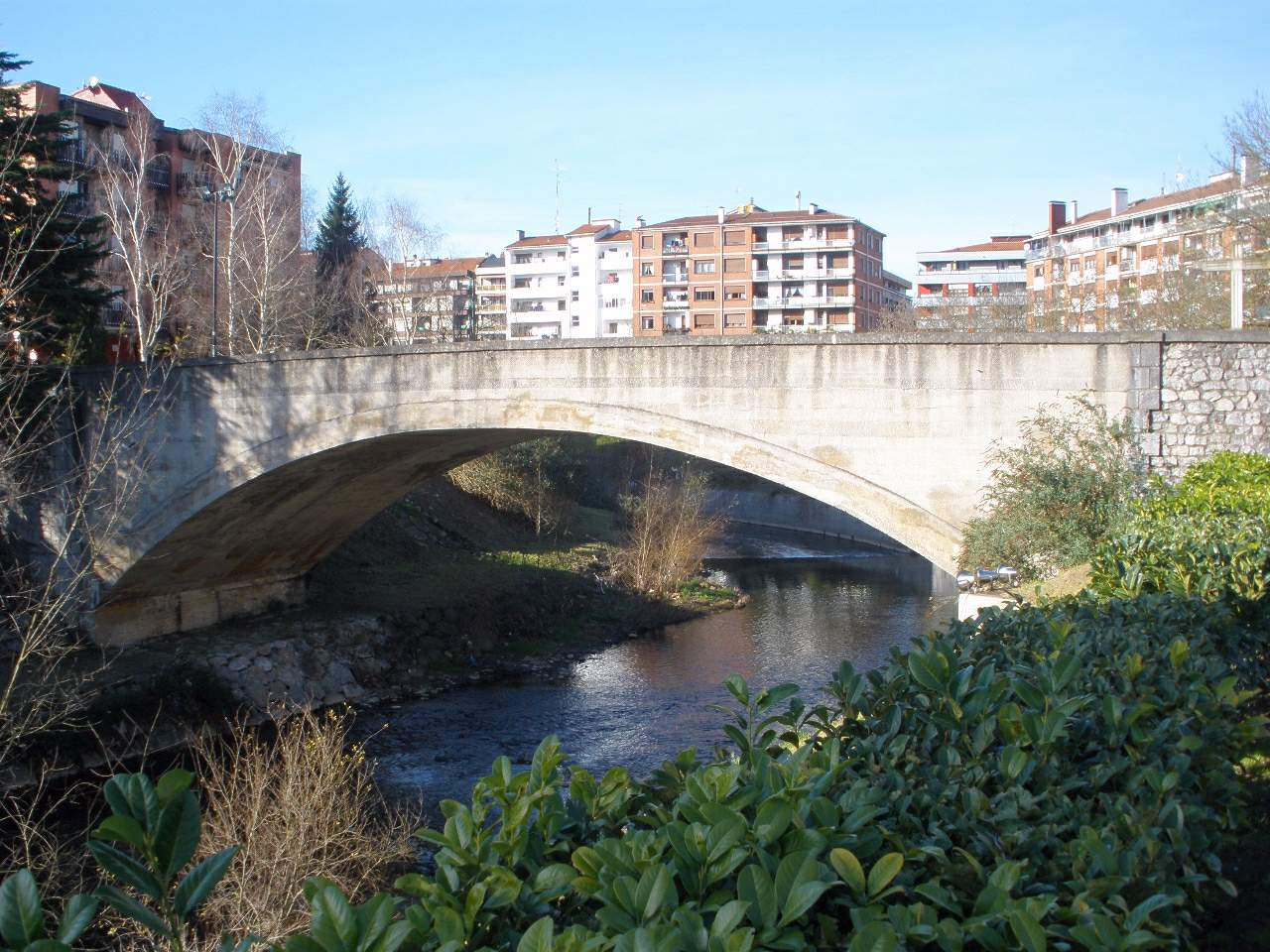
O Ibaizábal à passagem por Amorebieta-Echano

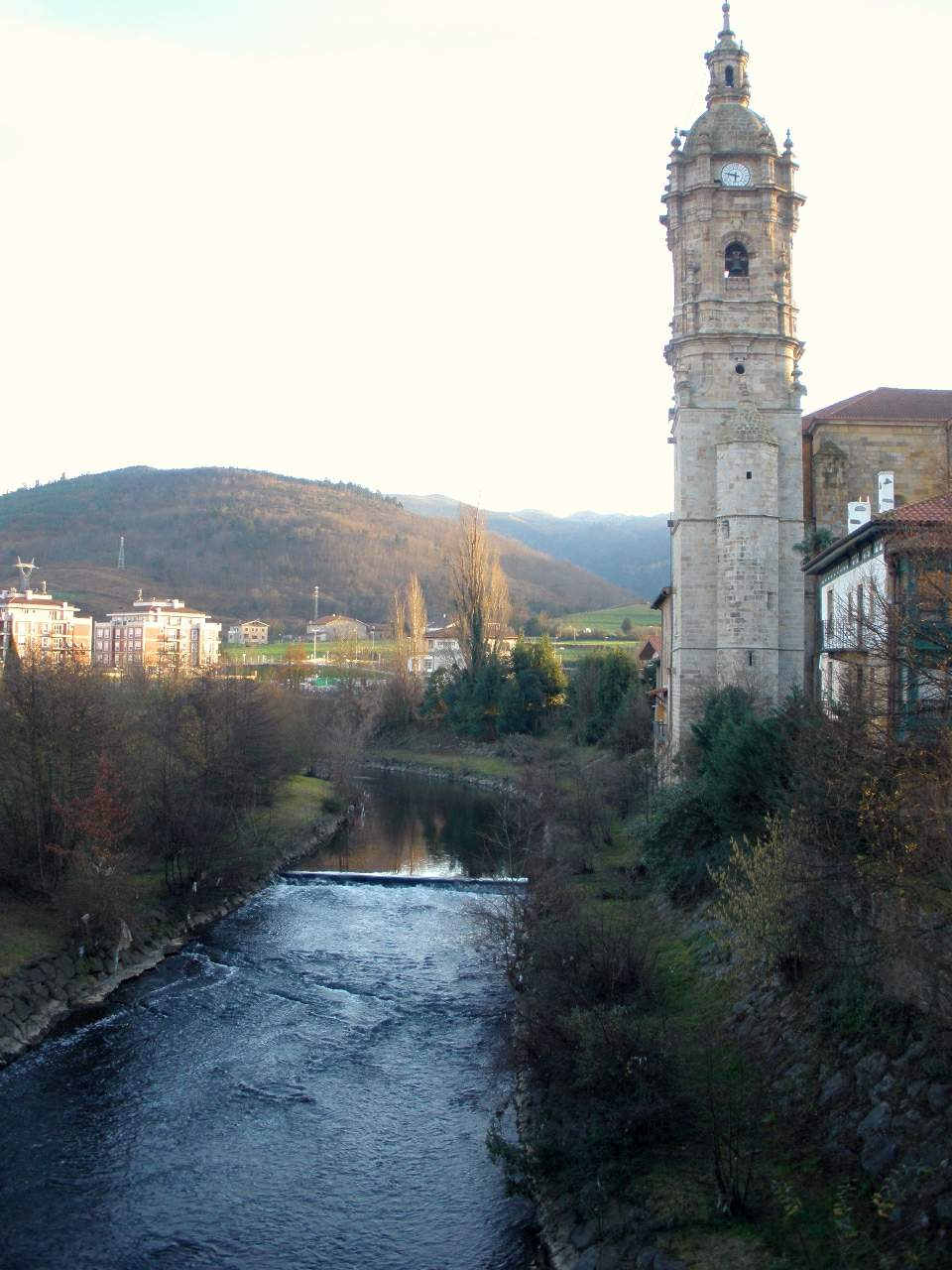
O Ibaizábal em Amorebieta-Echano

O rio Ibaizábal (em basco: Ibaizabal) é um rio da Biscaia, norte de Espanha, que juntamente com o rio Nervión forma a ria de Bilbau. Esta desagua no mar Cantábrico a norte do centro da cidade de Bilbau.
O seu nome tem origem nas palavras bascas ibai (rio) e zabal (largo), ou seja, significa "rio largo". O rio resulta da união dos rios Zaldu (ou Zaldúa) e Elorrio, que confluem em Matiena, uma localidade do município de Abadiano. O Zaldu percorre os municípios de Zaldívar e Bérriz, enquanto o Elorrio passa pelos municípios de Elorrio e Axpe Achondo. Alguns autores consideram que o rio Ibaizábal se forma a partir da união dos rios Zumelegui (pu Zumelegi) e Arrázola, que ocorre no vale de Axpe Achondo.
Corre de sudeste para noroeste pelo vale do Ibaizábal, atravessando a região do Duranguesado, confluindo em Urbi, no município de Basauri, com o Nervión, um rio de caudal e extensão similar, e juntos correm para noroeste, formando a ria de Bilbau (também chamada do Nervión ou do Ibaizábal) à sua passagem por aquela cidade. Desagua no golfo da Biscaia (mar Cantábrico, oceano Atlântico) a norte de Bilbau.
À exceção da parte mais a montante, as margens estão densamente urbanizadas e industrializadas, principalmente com indústrias metalúrgicas e químicas (de papel), o que contribui para a deterioração da qualidade da água e tem impactos negativos nos ecossistemas das margens, nomeadamente porque em alguns trechos o leito é canalizado ou estreitado artificialmente. As reformas do saneamento levadas a cabo em anos mais recentes têm melhorado muito a qualidade da água.

## Bacia hidrográfica
A bacia hidrográfica do Ibaizábal é delimitada a sul pelos contrafortes dos montes Udalaitz e da cordilheira do Anboto e de Aramotz, a norte pelo Monte Oiz e a leste pela portela de Areitio e Elgueta. A bacia ocupa a parte centro-sul da Biscaia e uma parte do município de Aramayona, em Álava, tendo a leste a bacia do Deva e a norte as do Lea, Artibai, Oka e Butrón. A norte é limitada pelo Mar Cantábrico e pela bacia do Nervión.
As altitudes das montanhas da bacia não são especialmente elevada, culminando no Monte Anboto, com 1 337 metros, na extremidade sul. A norte, o ponto mais elevado é o Oiz, com 1 026 metros.
O comprimento do Ibaizábal até à sua união com o Nervión é de 42 km, desde a nascente do Zaldu no monte Santamañazar, em Zaldívar, a 500 m de altitude. A outra nascente, a do Elorrio, situa-se no chamada cubeta (reservatório) de Elorrio, no sopé do Anboto. No trecho médio do seu curso, Ibaizábal recebe o rio Arratia, que drena a vertente norte do Monte Gorbea (1 482 m) e é o afluente principal.
A área total da bacia do Ibaizábal até à confluência com Nervión é de 620 km². A área conjunta das bacias do Nervión, Ibaizábal e da ria de Bilbau é de 1 900 km².

## Afluentes
O Ibaizábal é frequentemente considerado o principal afluente do Nervión (na margem direita), mas há autores que consideram que o Ibaizábal é o rio principal e que o Nervión é o seu principal afluente (na margem esquerda).
Antes de se confluir com o Nervión, os principais afluentes do Ibaizábal são:
- Rio Zumelegui (considerado por vezes o rio principal)
- Rio Arrazola
- Ribeira (arroyo) Mendiola, em Abadiano
- Rio Zaldu
- Rio Mañaria
- Ribeira (arroyo) de Oiz en Iurreta
- Ribeira (arroyo) de Orozketa
- Ribeira (arroyo) de Bernagoitia
- Ribeira (arroyo) de Orobio
- Ribeira (arroyo) de Euba
- Ribeira (arroyo) de Larrabide
- Ribeira (arroyo) de Artzagana
- Ribeira (arroyo) de Larrea
- Rio Arratia, cujos afluentes são:
  - Ribeira (arroyo) de Alzusta
  - Ribeira (arroyo) de Ibarguen
  - Ribeira (arroyo) de Uribe
  - Ribeira (arroyo) de Arteaga
  - Rio de Dima
  - Ribeira (arroyo) de Iurrebaso
- Ribeira (arroyo) de Bedia
- Rio Larrabetzu

Os afluentes da Ria de Bilbau, que também têm a forma de pequenas rias nas respetivas fozes, são os seguintes:
- Rio Bolintxu
- Rio Cadagua, cujos afluentes são:
  - Rio Ordunte
  - Rio Herrerías
  - Rio Llanteno-Ibaizábal
  - Rio Arceniega
  - Rio Artxola
  - Ribeira (arroyo) Otxaran
  - Ribeira (arroyo) Ganekogorta
  - Ribeira (arroyo) Nocedal
  - Ribeira (arroyo) Azordoyaga
- Rio Asúa, cujos afluentes são:
  - Ribeira (arroyo) de Derio
  - Ribeira (arroyo) de Lujua
- Rio Galindo, cujos afluentes são:
  - Rio Castaños
  - Ribeira (arroyo) Ballonti
- Rio Gobelas, cujos afluentes são:
  - Rio Eguzkiza
  - Rio Udondo